# Jan Plobner
Jan Heinz Stefan Plobner (* 26. März 1992 in Nürnberg) ist ein deutscher Politiker (SPD) und seit 2021 Mitglied des Deutschen Bundestages.

## Leben
Nach dem Abitur am Leibniz-Gymnasium Altdorf 2011 begann Plobner ein Studium der Politik- und Geschichtswissenschaften an der Friedrich-Alexander-Universität Erlangen-Nürnberg, brach es aber ohne Abschluss ab. Anschließend absolvierte er ein duales Studium der Verwaltungswissenschaften an der Hochschule für den öffentlichen Dienst in Bayern in Hof und war als Anwärter im gehobenen Dienst bei der Stadt Nürnberg.
Jan Plobner lebt in Altdorf bei Nürnberg und war bis zu seiner Wahl in den Deutschen Bundestag Standesbeamter bei der Stadt Nürnberg.

## Politik
Plobner ist Mitglied des Kreistags des Landkreises Nürnberger Land, Co-Vorsitzender des SPD-Unterbezirks Nürnberger Land und Vorsitzender des SPD-Ortsverbandes Altdorf. Von 2019 bis 2021 war er stellvertretender Vorsitzender der Jusos Mittelfranken.
Plobner kandidierte bei der Bundestagswahl 2021 als Direktkandidat im Bundestagswahlkreis Roth und auf Platz 23 der Landesliste der SPD. Da die BayernSPD 23 Plätze errang, wurde Plobner Mitglied des 20. Deutschen Bundestages.
Plobner ist stellvertretender queer-politischer Sprecher der SPD-Bundestagsfraktion.

## Mitgliedschaften
Jan Plobner ist Mitglied der überparteilichen Europa-Union Deutschland, die sich für ein föderales Europa und den europäischen Einigungsprozess einsetzt.